# Dylan Carter
Dylan Carter (né le 30 janvier 1996 à Santa Clara (Californie)) est un nageur qui représente Trinité-et-Tobago.

## Biographie
Aux Jeux olympiques de la jeunesse de 2014 à Nankin, il est médaillé d'argent du 50 m papillon et médaillé de bronze du 50 m nage libre.
Étudiant à l’université du Sud de la Californie, après la médaille d'argent sur 50 m papillon lors des Jeux du Commonwealth de 2018 à Gold Coast, il remporte le titre du 100 m nage libre mais aussi ceux du 50 m papillon et 50 m dos, la médaille d'argent du 50 m nage libre ainsi que la médaille de bronze du relais 4×100 m nage libre lors des Jeux d'Amérique centrale et des Caraïbes de 2018 à Barranquilla. Il est médaillé de bronze du 50 m papillon aux Championnats du monde de natation en petit bassin 2018 à Hangzhou.
Il remporte la médaille de bronze du 100 mètres dos aux Jeux panaméricains de 2019 à Lima.
Il est nommé porte-drapeau de la délégation trinidadienne aux Jeux olympiques d'été de 2024 à Paris aux côtés de l'athlète Michelle-Lee Ahye.

## Palmarès

### Championnats du monde en petit bassin
- Championnats du monde 2022 à Melbourne (Australie) :
  -  Médaille de bronze du 50 m nage libre